# تیزی غنیف
تیزی غنیف (به عربی: تیزی غنیف) یک شهرداری در الجزایر است که در استان تیزی وزو واقع شده‌است.